# Topiramát
A topiramát a szulfamát szubsztituált monoszacharidok közé tartozik. A pontos mechanizmus, amelynek segítségével a topiramát rohamgátló hatását kifejti, nem ismert.

## Hatása
Neurontenyészetekben végzett elektrofiziológiai és biokémiai vizsgálatok révén három olyan tulajdonságát sikerült azonosítani, amely közreműködhet az antiepileptikus hatásban.
A neuronok tartós depolarizációjával kiváltott repetitív akciós potenciálokat a topiramát időfüggő módon gátolja, ami a Na+-csatorna állapotfüggő gátlására utal. 
A topiramát csökkenti a kiváltott akciós potenciálok gyakoriságát, ha a neuronok tartós depolarizáció alatt állnak, amely a feszültség-érzékeny nátrium csatornák állapotfüggő gátlására utal. A topiramát jelentősen növeli a GABA aktivitását a GABAA receptorokon, és fokozza a GABA által kiváltott, a neuronba irányuló klorid ionáramlást, ami arra utal, hogy a topiramát fokozza ennek a gátló neurotranszmitternek az aktivitását. Ez a hatás a benzodiazepin antagonista flumazenillel nem volt gátolható, és a topiramát a csatornanyitás idejét sem növelte meg, megkülönböztetve ezzel a topiramátot a barbiturátoktól, amelyek modulálják a GABAA receptorokat. 
Mivel a topiramát antiepileptikus profilja jelentősen különbözik a benzodiazepinekétől, feltehető, hogy egy benzodiazepin-inszenzitív GABAA receptor altípuson hat. A topiramát antagonizálja a kainát/AMPA serkentő hatását, amely a glutamát-receptor altípusa, de nincs látható hatása  az NMDA receptor-altípus aktivitására. Ezenfelül a topiramát gátolja a karboanhidráz néhány izoenzimjét. Ez a farmakológiai hatás sokkal gyengébb, mint az ismert karboanhiráz-bénító acetazolamidé, és valószínűleg nincs számottevő szerepe a topiramát antiepileptikus hatásában.
A topiramát csak gyengén hatásos a GABAA receptor-antagonista pentilén-tetrazollal indukált klónusos rohamok gátlásában.
Patkányban végzett kísérletekben a topiramát karbamazepinnel vagy fenobarbitállal együtt adva szinergista antikonvulzív aktivitást mutatott, míg ha fenitoinnal adták együtt, additív antikonvulzív aktivitást figyeltek meg. Kontrollált, adjuváns terápiaként végzett vizsgálatokban nem találtak korrelációt a topiramát plazma koncentrációja és klinikai hatás között.
Emberben semmi nem utal tolerancia kialakulására.

## Fordítás
Ez a szócikk részben vagy egészben  a   Topiramate című angol Wikipédia-szócikk fordításán alapul.  Az eredeti cikk szerkesztőit annak laptörténete sorolja fel. Ez a jelzés csupán a megfogalmazás eredetét és a szerzői jogokat jelzi, nem szolgál a cikkben szereplő információk forrásmegjelöléseként.